# Eigenreflex
Ein Eigenreflex ist ein Reflex, der einen Effekt in demselben Organ hervorruft, das zuvor gereizt worden ist. Paradigmatisch wird in der Neurophysiologie damit meist der Muskeleigenreflex (MER) gemeint, der ausgelöst durch eine Muskeldehnung über die Ia-Afferenzen über nur eine Synapse (monosynaptisch) auf das alpha-Motoneuron im Rückenmark verschaltet ist und über die Efferenzen (motorische Nerven) zu einer sichtbaren Zuckung des zuvor gedehnten Muskels führt.

## Beurteilung
Das Ausmaß der Reflexantwort hängt von dem Erregungszustand des Motoneurons und der funktionellen Integrität der am Reflexbogen beteiligten Strukturen ab. Der Erregungszustand eines Motoneurons wird unter anderem durch absteigende, motorische Bahnsysteme, die Tiefensensibilität und segmentale Interneurone beeinflusst. Nach einem Schlaganfall kann es daher zu einer Steigerung der Muskeleigenreflexe in den betroffenen Muskelgruppen kommen (Spastik). Dann löst z. B. die Dehnung eines Muskels auch in funktionell benachbarten Muskelgruppen Reflexzuckungen aus, das heißt, es werden auch Fremdreflexe klinisch erkennbar. Schädigungen im Reflexbogen selbst, zum Beispiel durch eine Neuritis oder durch mechanische Schäden, führen dagegen typischerweise zu einer Abschwächung des Muskeleigenreflexes.
Selbst der klassische monosynaptische Muskeleigenreflex folgt daher nicht einem mechanisch unveränderten Ablauf, sondern ist zum Beispiel durch Lernen, Aufmerksamkeit und willkürliche Vorspannung zu beeinflussen. Eigenreflexe sind, im Gegensatz zu Fremdreflexen, nicht habituierbar – es erfolgt durch Wiederholung also keine Abschwächung oder Ausbleiben der Reflexantwort.

## Eigenreflexe
Es folgen einige in der klinisch-neurologischen Diagnostik benutzten Muskeleigenreflexe. In der folgenden Aufstellung weist der Begriff Betroffene Nervenbahnen auf die Nerven hin, die den Reiz aufnehmen und den Effekt auslösen. Dabei werden die Hirnnerven, wie üblich, in römischen Zahlen dargestellt, die Abkürzungen C (Hals), Th (Brust), L (Lende) und S (Kreuz) weisen auf die entsprechenden Rückenmarksnerven hin.

### Achillessehnenreflex
Siehe Hauptartikel: Achillessehnenreflex
- auch Triceps-surae-Reflex, ASR
- Auslösung: Dehnung des Musculus triceps surae; diagnostisch durch leichten Schlag auf die angespannte Achillessehne.
- Effekt: Kontraktion des Musculus triceps surae, Streckung (Plantarflexion) des Sprunggelenks
- Betroffene Nervenbahnen: S1 und zum Teil auch S2 sowie Nervus tibialis

### Adduktorenreflex
- auch ADR
- Auslösung: Schlag auf die Adduktorensehnen unmittelbar proximal des Ansatzes am Epicondylus medialis femoris (Innenseite des Oberschenkelknochens am Kniegelenk).
- Effekt: Adduktion des Beins in der Hüfte
- Betroffene Nervenbahnen: L2, L3, L4, Nervus obturatorius
- Kommentar: Bei gesteigertem Reflex reagieren beide Beine auf eine einseitige Auslösung.

### Bauchdeckenreflex
- Auslösung: Feste Auflage der Finger auf die Bauchmuskulatur und Schlag auf die Fingerrücken.
- Effekt: Kontraktion der Bauchmuskulatur auf der gleichen Seite (ipsilateral)
- Betroffene Nervenbahnen: Th6-L1
- Kommentar: Nicht zu verwechseln mit dem Bauchhautreflex

### Bizepssehnenreflex
- auch BSR
- Auslösung: Schlag auf die Sehne des Musculus biceps brachii bei leicht angewinkeltem Unterarm.
- Effekt: Der Arm wird im Ellenbogengelenk gebeugt.
- Betroffene Nervenbahnen: C5, C6 und Nervus musculocutaneus

### Bizeps-femoris-Reflex
- Auslösung: Schlag auf die Sehne des Musculus biceps femoris bei leicht gebeugtem Knie.
- Effekt: leichte Beugung des Knies
- Betroffene Nervenbahnen: L5 und Nervus ischiadicus

### Extensor-digitorum-Reflex
- auch Braunecker-Effenberg-Reflex, BER, Fingerstreckreflex
- Auslösung: Schlag auf den Musculus extensor digitorum bei leicht bis mittel gebeugten Fingern.
- Effekt: Streckung der Finger D2-D4 (Zeige-, Mittel- und Ringfinger)
- Betroffene Nervenbahnen: C6, C7, Nervus radialis Ramus profundus
- Kommentar: Der BER zählt zu den tiefen Sehnenreflexen und ist in Sensibilität und Spezifität bezüglich der neurologischen Aussage dem Bizepssehnenreflex und dem Brachioradialisreflex leicht überlegen[1]

### Fingerbeugereflex
- auch Fingerflexorenreflex, Trömner-Reflex (benannt nach Ernst Trömner), Knips-Reflex, Kino-Reflex, Mayerscher Grundgelenkreflex, Hoffmann-Reflex
- Auslösung: Dehnung der Fingerbeugermuskeln; sicherste Auslösung (nach Wartenberg): Auf die locker gebeugten Finger des Patienten wird quer der Zeigefinger des Untersuchers gelegt und mit dem Reflexhammer auf den Zeigefinger geschlagen.
- Effekt: Die Finger werden gebeugt
- Betroffene Nervenbahnen: C7, C8, Nervus medianus und Nervus ulnaris
- Kommentar: Entgegen älteren Darstellungen handelt es sich nicht um ein sicheres spastisches Zeichen, sondern um einen schwellennahen Eigenreflex.

### Masseterreflex
- auch Masseter-Temporalisreflex, Unterkieferreflex
- Auslösung: Ein Reflexhammer-Schlag von oben gegen die untere Zahnreihe oder das Kinn, der den Musculus masseter und den Musculus temporalis dehnt.
- Effekt: Der Mund wird geschlossen
- Betroffene Nervenbahnen: Nervus trigeminus

### Patellarsehnenreflex
Siehe Hauptartikel: Patellarsehnenreflex
- auch Kniesehnenreflex, Quadrizepsreflex, PSR
- Auslösung: Kurzer Schlag auf die Patellarsehne bei gebeugtem Kniegelenk (zum Beispiel durch Überschlagen der Beine).
- Effekt: Der Musculus quadriceps femoris wird angespannt und dadurch das Bein im Kniegelenk gestreckt
- Betroffene Nervenbahnen: L2, L3, L4 und Nervus femoralis

### Pektoralisreflex
- Auslösung: Dehnen der Sehne des M. pectoralis major durch Druck gegen den Brustkorb und Schlag auf die Fingerrücken
- Effekt: Adduktion des Oberarms im Schultergelenk
- Betroffene Nervenbahnen: C5–C8

### Pronatorenreflex
- auch Pronationsreflex
- Auslösung: Bei angewinkeltem Unterarm in Mittelstellung zwischen Pronation und Supination wird ein kurzer Schlag von innen nach außen auf den Processus styloideus radii ausgeführt.
- Effekt: Hand und Unterarm werden proniert
- Betroffene Nervenbahnen: C6, C7, C8 und Nervus medianus

### Radiusperiostreflex
- auch RPR, Brachioradialisreflex
- Auslösung: Schlag auf das untere Drittel des Radius bei leicht gebeugtem Unterarm in Mittelstellung zwischen Supination und Pronation.
- Effekt: Beugung des Unterarms im Ellenbogengelenk durch Anspannung des Musculus brachioradialis
- Betroffene Nervenbahnen: C5, C6 und Nervus radialis

### Skapulohumeralreflex
- Auslösung: Schlag auf den medialen Rand des Schulterblatts.
- Effekt: Adduktion und Außenrotation des Armes
- Betroffene Nervenbahnen: C4, C5, C6, Nervus axillaris, Nervus suprascapularis

### Tibialis-posterior-Reflex
- auch TPR
- Auslösung: Schlag gegen die Sehne des Musculus tibialis posterior, also ober- oder unterhalb des inneren Knöchels (Malleolus medialis).
- Effekt: Der mediale Fußrand wird gehoben (Supination)
- Betroffene Nervenbahnen: L4, L5 und Nervus tibialis
- Kommentar: Der Reflex ist schwellennah und kann deshalb nicht immer ausgelöst werden. Bei Bandscheibenschäden im Lumbalbereich L4/L5 ist dieser Reflex ein wichtiger diagnostischer Hinweis, er kann jedoch nur im Seitenvergleich interpretiert werden.

### Trizepssehnenreflex
- auch TSR, Taschenmesserreflex
- Auslösung: Beim angewinkelten Unterarm wird auf die Sehne des Musculus triceps brachii kurz oberhalb des Olekranons ein Schlag ausgeführt.
- Effekt: Der Unterarm wird gestreckt
- Betroffene Nervenbahnen: C7, C8 und Nervus radialis

### Zehenbeugereflex
- auch Rossolimo-Reflex
- Auslösung: Der Untersuchende schlägt mit den Fingern kurz und heftig auf die Zehenbeeren.
- Effekt: Die Zehen werden gebeugt
- Betroffene Nervenbahnen: S1/S2, Nervus tibialis
- Kommentar: Der Zehenbeugereflex kann normalerweise nicht ausgelöst werden. Tritt er auf, ist dies ein diagnostischer Hinweis auf eine Schädigung des zentralmotorischen Systems.